# Josefine Osigus
Josefine Osigus (Gelsenkirchen, 26 oktober 2004) is een Duits voetbalspeelster. Ze speelt als doelverdediger voor 1. FC Köln in de Bundesliga.

## Clubcarrière
Osigus begon met voetballen bij de lokale amateurclub Erler SV 08 uit haar geboortestad. Ze kwam ook nog uit voor SV Zweckel alvorens ze onderdeel uitmaakte van de jeugdopleiding van SG Essen-Schönebeck. In 2021 werd ze overgeheveld naar het eerste elftal van de club uit het Ruhrgebied. In het seizoen 2021/22 en 2022/23 zat ze meermaals bij de wedstrijdselectie, maar kwam het niet tot een debuut voor de club. Na korte uitstapjes bij Borussia Bocholt en FC Gütersloh, werd Osigus voorafgaande aan het seizoen 2023/2024 gecontracteerd door 1. FC Köln. Op 28 september 2024 maakte Osigus haar debuut in de Bundesliga door in de 68ste minuut in te vallen voor Paula Hoppe. In de volgende wedstrijd, uit bij FC Bayern München op 5 oktober 2024, maakte Osigus haar basisdebuut voor 1. FC Köln in de Bundesliga.
1. FC Köln maakte in mei 2025 bekend dat Osigus een van de speelsters was die de club ging verlaten. Diezelfde maand vond ze in Oostenrijks landskampioen SKN Sankt Pölten haar nieuwe club.

## Statistieken
| Seizoen   | Club                | Competitie        | Competitie | Competitie | Beker | Beker | Overig | Overig | Totaal | Totaal |
| Seizoen   | Club                | Competitie        | Wed.       | Dlp.       | Wed.  | Dlp.  | Wed.   | Dlp.   | Wed.   | Dlp.   |
| --------- | ------------------- | ----------------- | ---------- | ---------- | ----- | ----- | ------ | ------ | ------ | ------ |
| 2021/22   | SG Essen-Schönebeck | Bundesliga        | 0          | 0          | 0     | 0     | 0      | 0      | 0      | 0      |
| 2022/23   | SG Essen-Schönebeck | Bundesliga        | 9          | 0          | 0     | 0     | 0      | 0      | 0      | 0      |
| 2022/23   | FC Gütersloh        | Tweede Bundesliga | 0          | 0          | 0     | 0     | 0      | 0      | 0      | 0      |
| 2023/2024 | 1. FC Köln          | Bundesliga        | 0          | 0          | 0     | 0     | 0      | 0      | 0      | 0      |
| 2024/25   | 1. FC Köln          | Bundesliga        | 6          | 0          | 0     | 0     | 0      | 0      | 6      | 0      |
| Totaal    | Totaal              | Totaal            | 6          | 0          | 0     | 0     | 0      | 0      | 6      | 0      |

Bijgewerkt t/m 28 mei 2025.

## Interlandcarrière
Osigus kwam als jeugdinternational uit voor Duitsland -15 en Duitsland -16. In 2020 wist ze met Duitsland -16 de Algarve Cup te winnen.